# Monarchie lituanienne

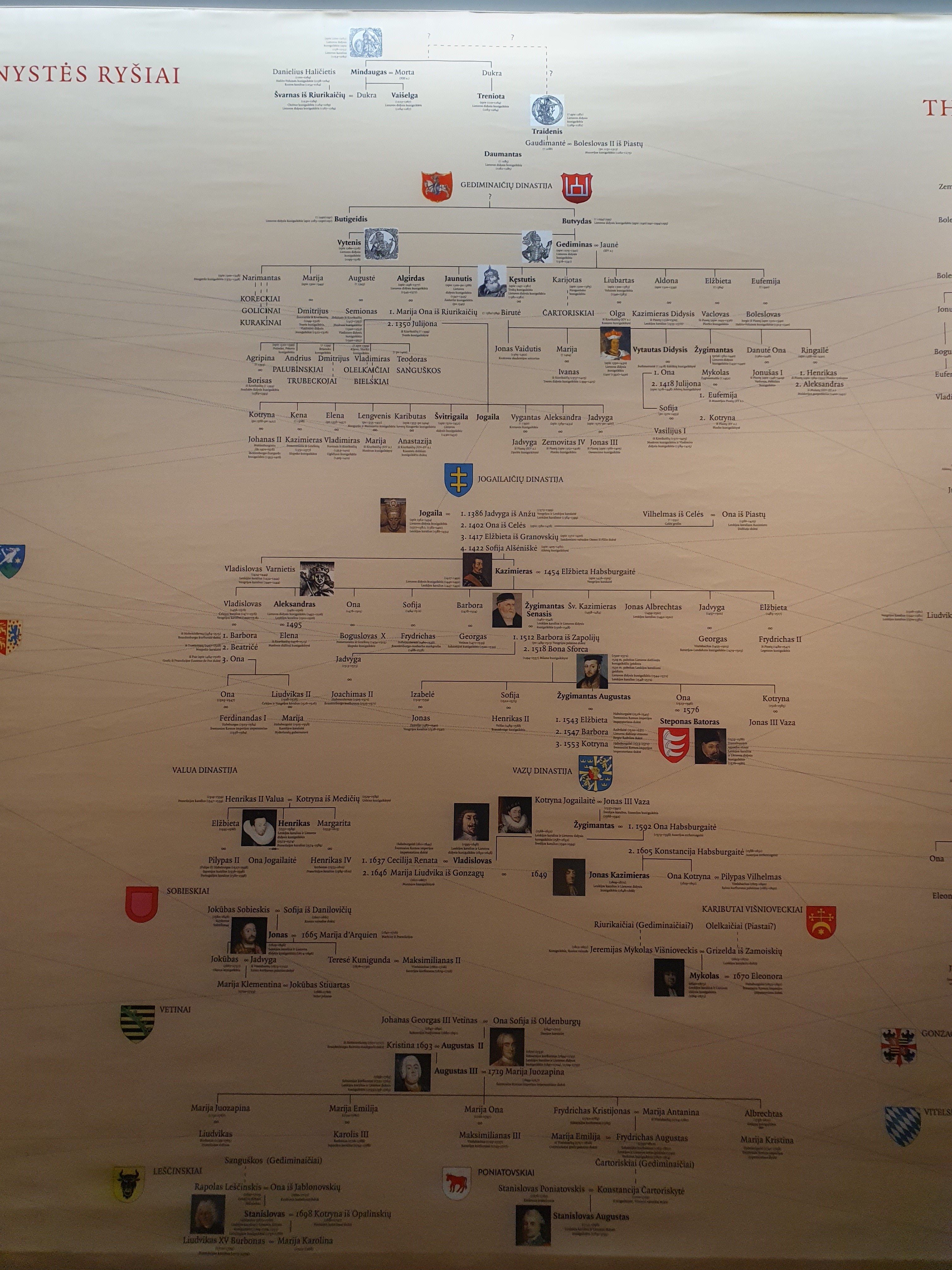
Arbres généalogiques des monarques lituaniens exposés au Palais des Grands-Ducs de Lituanie à Vilnius

La monarchie lituanienne était une monarchie héréditaire en Lituanie et dans ses territoires officiellement contrôlés. Tout au long de l'histoire de la Lituanie, trois dynasties ducales ont réussi à rester au pouvoir : la maison de Mindaugas, la maison de Gediminas et la maison de Jagellon. Malgré cela, le seul et unique dirigeant qui ait jamais été couronné souverain de Lituanie était le roi Mindaugas I,, bien qu'il y ait eu deux autres cas de nobles royaux qui n'ont pas été officiellement couronnés en raison de circonstances politiques malheureuses, mais de jure a reçu la reconnaissance à l'étranger en tant que rois de Lituanie de la part du pape ou de l'empereur romain germanique — Vytautas le Grand par Sigismond de Luxembourg et Mindaugas II par le pape Benoît XV. D'autres étaient considérés comme des rois de Lituanie même s'ils l'avaient seulement envisagé et n'avaient jamais pris d'autres mesures pour revendiquer le trône, comme dans le cas de Ghédimin (Gediminas) qui a été reconnu comme roi de Lituanie par le pape Jean XXII. La monarchie héréditaire en Lituanie a été établie pour la première fois au XIIIe siècle sous le règne de Mindaugas I et officiellement rétablie le 11 juillet 1918, pour être abandonnée peu après le 2 novembre 1918.
La Lituanie d'aujourd'hui est une démocratie représentative dans un régime semi-présidentiel basé sur la souveraineté populaire, telle que définie dans la Constitution actuelle de la Lituanie, et n'a pas de monarchie.

## Titres

### Roi
Le titre complet du roi lituanien de 1253 à 1263 était :
En lituanien : Iš Dievo malonės, Lietuvos karalius
En latin : Dei Gratia Rex Lettowiae
En français : Par la grâce de Dieu, Roi de Lituanie
Au fur et à mesure que le territoire de la Lituanie s'étendait vers l'est, d'autres grands-ducs à titre de roi qui dirigeaient le pays ont adopté des titres similaires pour se présenter à l'international. Par exemple, le grand-duc de Lituanie Vytenis était parfois considéré comme Rex Lethowinorum (roi des Lituaniens) tandis que son successeur Ghédimin prenait le titre latin de Rex Lithuanorum et Multorum Ruthenorum (roi des Lituaniens et de nombreux Ruthènes). Les chevaliers teutoniques ont qualifié Olgierd (Algirdas) et son épouse Juliana de Tver (Uliana) de « grand roi de Lituanie » et de « grande reine de Lituanie ».

### Grand-duc
Officiellement, le titre de grand-duc de Lituanie a été introduit après l'Union de Horodło (en lituanien : Horodlės unija) en 1413. Jusque-là, les monarques précédents étaient appelés par différents titres, y compris le titre de roi. En effet, en Lituanie, contrairement à la majorité des autres monarchies européennes, le grand-duc était un monarque souverain qui n'avait de comptes à rendre à personne. Le titre complet du grand-duc de Lituanie était :
En lituanien : Lietuvos didysis kunigaikštis
En latin : Magnus Dux Lituaniee
En français : Grand-duc de Lituanie
À la suite de l'Union de Krewo (en lituanien : Krėvos unija) avec la Pologne en 1385, le titre latin complet a été changé en Dei Gratia Rex Poloniae Magnus Dux Lithuaniae (Par la grâce de Dieu, roi de Pologne et grand-duc de Lituanie).